# Верещица (река)
Вере́щица — река на Украине, протекает по территории Львовской области, левый приток Днестра. Река Верещица была в прошлом полноводной и судоходной. По ней осуществлялась связь между бассейнами Днестра и Вислы через реки Сан и Западный Буг. Длина реки — 92 км, площадь водосборного бассейна — 955 км². Верещица берёт начало у подножья гор Буракова Нива, Мельничная, Писошина, Овсяна-Гура, Заводская.
Река получила название от вереска, который образует сплошные заросли — верещатники.

## Притоки
- 17 км: Берестина (пр)
- 20 км: Крупка (пр)
- 23 км: Зашковица (пр)
- 53 км: Старая Река (лв)[1]

## Населённые пункты

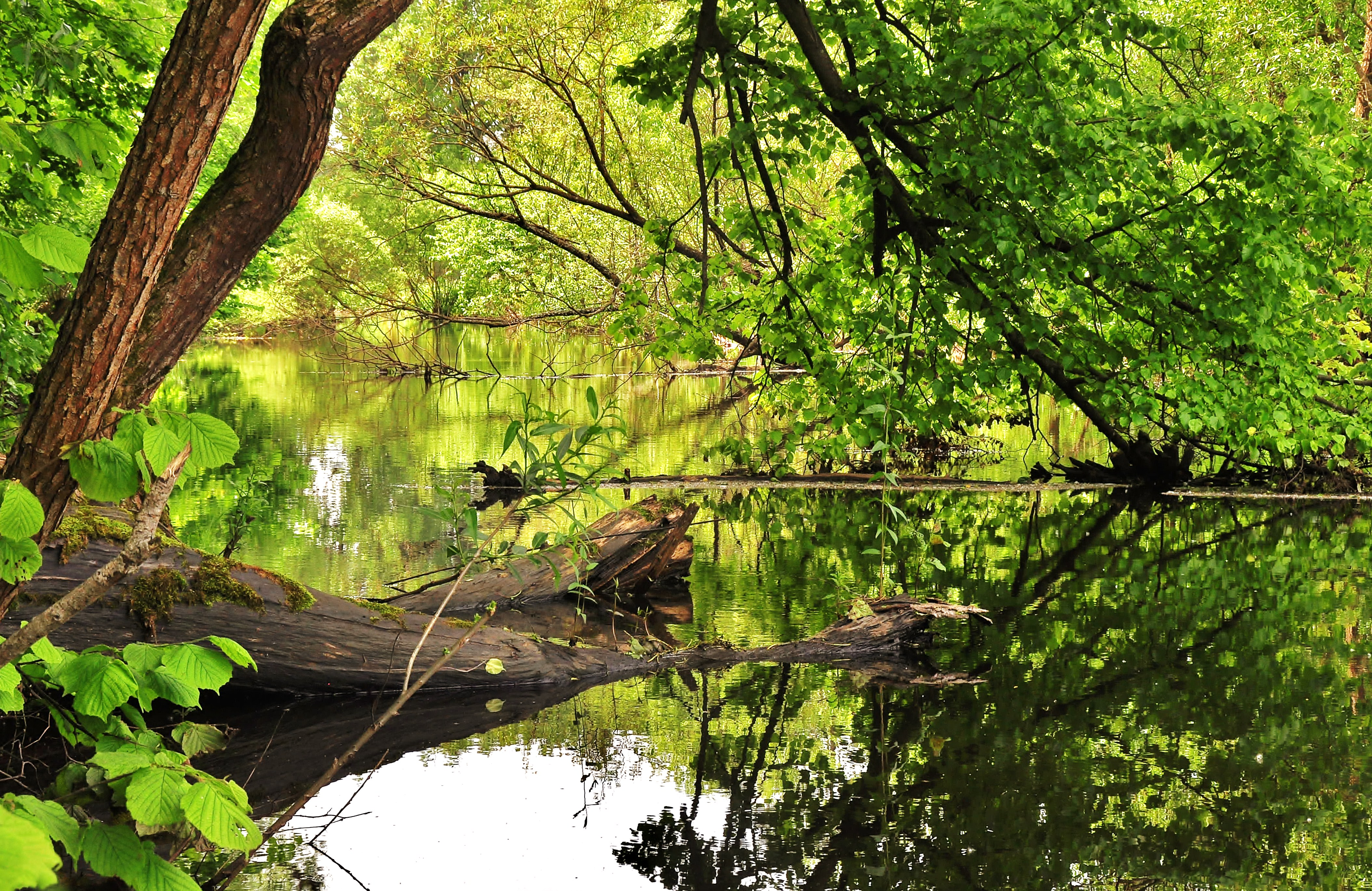
Верещица у истока возле Яновского пруда

- Страдч